# Carlos Carbonero
Carlos Mario Carbonero Mancilla (Bogotà, 25 luglio 1990) è un ex calciatore colombiano, di ruolo centrocampista.

## Caratteristiche tecniche
Mezzala offensiva ambidestra di un centrocampo a 3, può ricoprire anche il ruolo di esterno di centrocampo nel 4-4-2 o 4-3-3. Giocatore agile, ma anche forte e potente, dotato di un gran tiro, secco e preciso, sia di destro che di sinistro, che gli permette di trovare con frequenza la via della rete, anche dalla distanza.

## Carriera

### Club

#### Gli inizi in Colombia
Cresciuto calcisticamente nell'Academia Fútbol Club, esordisce in prima squadra nella stagione 2009 nella quale gioca 23 partite mettendo a segno 3 gol nella seconda serie colombiana. Nel gennaio 2010 approda in A all'Atlético Huila con il quale disputa 45 gare nelle quali mette a segno 10 reti. Il 5 agosto seguente esordisce in Coppa Sudamericana giocando la partita vinta 4-1 contro i venezuelani del Trujillanos, nella quale realizza anche un gol.
Le buone prestazioni attirano l'attenzione dell'Once Caldas, che ne annuncia l'acquisto il 1º gennaio 2011: scende in campo con la squadra di Manizales in 29 occasioni, 9 delle quali in Coppa Libertadores (l'esordio è datato 17 febbraio 2011 in Once Caldas-Universidad San Martín 0-3), riuscendo a siglare 4 reti di cui tutte in Categoría Primera A.

#### L'affermazione in Argentina
Nell'estate 2011 approda in Argentina per giocare la Primera División venendo acquistato dall'Estudiantes, il 16 agosto esordisce in campionato giocando la sfida persa 2-0 contro il San Lorenzo de Almagro. Dopo aver giocato 12 partite con la maglia dei Los Pincharratas senza far intravedere le sue qualità, nel gennaio 2012 si trasferisce a Sarandí per giocare nell'Arsenal dove riesce ad imporsi all'attenzione generale, forte di un buon rendimento che parla di 65 presenze e 7 reti in un anno e mezzo. Il suo primo gol in Argentina arriva durante il match di Coppa Libertadores contro il Zamora Fútbol Club vinto per 3-0. Con i Celeste y Rojo vince la Clausura 2012 e la Supercopa Argentina 2012 battendo in Finale il Boca Juniors ai calci di rigore.
Il 17 luglio 2013 viene acquistato in prestito con diritto di riscatto dal River Plate, l'esordio con la squadra di Buenos Aires si realizza il 4 agosto seguente nella gara giocata allo Estadio Juan Carmelo Zerillo di La Plata contro i padroni di casa del Gimnasia e persa per 1-0. Il 17 marzo 2014 realizza la sua prima doppietta, che comunque non permette al River di evitare la sconfitta per 3-2 contro l'All Boys. Con i Millonarios Carbonero si consacra, contribuendo con 8 gol in 36 partite di campionato alla vittoria sia del Torneo Final che della finalissima contro il San Lorenzo, vincitore del Torneo Inicial.

#### Il prestito al Cesena e Sampdoria
Il 28 agosto 2014 viene ceduto in prestito annuale alla società italiana del Cesena, su avallo della Roma che ne ha acquisito il prestito biennale per 600.000 euro con diritto di riscatto da esercitarsi nel giugno 2016 per la cifra di 6 milioni. Il 24 settembre 2014 fa il suo debutto ufficiale contro la Juventus, subentrando al 57º minuto al posto di Perico. Conclude quindi la sua esperienza in Romagna avendo totalizzato 22 presenze e 3 reti.
Il 27 agosto 2015 la Sampdoria ne comunica l'acquisto in prestito con diritto di riscatto dal Fénix: sceglie di indossare la maglia numero 77. Il 28 settembre seguente, a Bergamo, esordisce in blucerchiato subentrando al 78º a Pedro Pereira della sfida di campionato persa dalla Samp per 2-1 contro i padroni di casa dell'Atalanta. Il 16 febbraio 2016 viene sottoposto a Barcellona dal professor Ramon Cugat Bertomeu ad un intervento di meniscectomia, terminando così anticipatamente la stagione.
Nel luglio 2016 la Samp, grazie al nulla osta del Fenix, lo convoca per il ritiro estivo con l'intento di valutarne le condizioni fisiche e decidere un suo eventuale acquisto. Il 31 agosto seguente la Samp comunica di aver rinnovato il prestito per un'ulteriore stagione.

#### Ritorno in Colombia
Il 1º marzo 2017, Il Fénix lo cederà gratuitamente al Cortuluá, ritornando in Colombia dopo 6 anni. La sua esperienza non è del tutto esaltante, con il giocatore che scenderà in campo per sole 6 volte. Il 1º gennaio 2018, decide di rescindere il proprio contratto, ritornando in campo 8 mesi dopo, firmando per il Deportivo Cali.

#### Ritorno in Argentina
Il 31 luglio 2019, Carbonero torna in Argentina, accasandosi al Ferro Carril Oeste in prestito, militante nella Primera B Nacional. Tuttavia, il giocatore non verrà mai integrato totalmente nella rosa del club, venendo messo fuori rosa per molteplici volte e venendo convocato in una sola occasione.

#### Ennesimo ritorno in Colombia e approdo in Repubblica Dominicana
Il 1º settembre 2020, dopo che il contratto con il Deportivo Cali era scaduto e il giocatore era rimasto senza squadra, decide di firmare per il Llaneros FC, militante nel Torneo DIMAYOR I, il secondo livello del campionato colombiano.
Il 10 marzo 2021, Carbonero decide di spostarsi in America centrale, più precisamente nella Repubblica Dominicana, firmando per il Delfines del Este Fútbol Club. Tuttavia, in questa esperienza non riuscirà mai a scendere in campo in gare ufficiali.
Il 1º luglio 2021, il suo contratto scadrà, e il giocatore rimarrà svincolato.

### Nazionale
Debutta con la nazionale colombiana il 26 marzo 2011 nell'amichevole giocata a Madrid contro l'Ecuador subentrando al 63º minuto della gara. Nel 2014, tre anni dopo la sua ultima apparizione in Nazionale, viene inserito nella lista dei 23 che hanno preso parte al Campionato Mondiale riuscendo pure a scendere in campo nella gara vinta 4-1 contro il Giappone.

## Statistiche

### Presenze e reti nei club
Statistiche aggiornate al 31 agosto 2016.
| Stagione               | Squadra                | Campionato             | Campionato | Campionato | Coppe nazionali | Coppe nazionali | Coppe nazionali | Coppe continentali | Coppe continentali | Coppe continentali | altre coppe | altre coppe | altre coppe | totale | totale | totale |
| Stagione               | Squadra                | Comp                   | Pres       | Reti       | Comp            | Pres            | Reti            | Comp               | Pres               | Reti               | Comp        | Pres        | Reti        | Pres   | Reti   |        |
| ---------------------- | ---------------------- | ---------------------- | ---------- | ---------- | --------------- | --------------- | --------------- | ------------------ | ------------------ | ------------------ | ----------- | ----------- | ----------- | ------ | ------ | ------ |
| 2009                   | Academia Fútbol Club   | CPB                    | 23         | 3          | -               | -               | -               | -                  | -                  | -                  | -           | -           | -           | 23     | 3      |        |
| 2010                   | Atlético Huila         | CPA                    | 41         | 9          | -               | -               | -               | CS                 | 4                  | 1                  | -           | -           | -           | 45     | 10     |        |
| 2011                   | Once Caldas            | CPA                    | 18         | 4          | CC              | 2               | 0               | CL                 | 9                  | 0                  | -           | -           | -           | 29     | 4      |        |
| 2011-gen. 2012         | Estudiantes            | PD                     | 10         | 0          | CA              | 0               | 0               | CL                 | 2                  | 0                  | -           | -           | -           | 12     | 0      |        |
| gen.-giu. 2012         | Arsenal de Sarandí     | PD                     | 15         | 1          | CA              | 0               | 0               | CL                 | 5                  | 1                  | -           | -           | -           | 20     | 2      |        |
| 2012-2013              | Arsenal de Sarandí     | PD                     | 36         | 4          | CA              | 3               | 1               | CL                 | 6                  | 0                  | -           | -           | -           | 45     | 5      |        |
| Totale Arsenal Sarandi | Totale Arsenal Sarandi | Totale Arsenal Sarandi | 51         | 16         |                 | 3               | 1               |                    | 11                 | 1                  |             | -           | -           | 65     | 7      |        |
| 2013-2014              | River Plate            | PD                     | 36         | 8          | CA              | 0               | 0               | CS                 | 6                  | 0                  | -           | -           | -           | 42     | 8      |        |
| 2014-2015              | Cesena                 | A                      | 22         | 3          | CI              | 0               | 0               | -                  | -                  | -                  | -           | -           | -           | 22     | 3      |        |
| 2015-2016              | Sampdoria              | A                      | 14         | 0          | CI              | 1               | 0               | -                  | -                  | -                  | -           | -           | -           | 15     | 0      |        |
| 2016-2017              | Sampdoria              | A                      | 0          | 0          | CI              | 0               | 0               | -                  | -                  | -                  | -           | -           | -           | 0      | 0      |        |
| Totale carriera        | Totale carriera        | Totale carriera        | 215        | 32         |                 | 6               | 1               |                    | 32                 | 2                  |             | -           | -           | 253    | 35     |        |

### Cronologia presenze e reti in nazionale
| Cronologia completa delle presenze e delle reti in nazionale ― Colombia | Cronologia completa delle presenze e delle reti in nazionale ― Colombia | Cronologia completa delle presenze e delle reti in nazionale ― Colombia | Cronologia completa delle presenze e delle reti in nazionale ― Colombia | Cronologia completa delle presenze e delle reti in nazionale ― Colombia | Cronologia completa delle presenze e delle reti in nazionale ― Colombia | Cronologia completa delle presenze e delle reti in nazionale ― Colombia | Cronologia completa delle presenze e delle reti in nazionale ― Colombia |
| Data                                                                    | Città                                                                   | In casa                                                                 | Risultato                                                               | Ospiti                                                                  | Competizione                                                            | Reti                                                                    | Note                                                                    |
| ----------------------------------------------------------------------- | ----------------------------------------------------------------------- | ----------------------------------------------------------------------- | ----------------------------------------------------------------------- | ----------------------------------------------------------------------- | ----------------------------------------------------------------------- | ----------------------------------------------------------------------- | ----------------------------------------------------------------------- |
| 26-3-2011                                                               | Madrid                                                                  | Ecuador                                                                 | 0 – 2                                                                   | Colombia                                                                | Amichevole                                                              | -                                                                       | 63’                                                                     |
| 24-6-2014                                                               | Cuiabá                                                                  | Giappone                                                                | 1 – 4                                                                   | Colombia                                                                | Mondiali 2014 - 1º turno                                                | -                                                                       | 46’                                                                     |
| 10-10-2014                                                              | New Jersey                                                              | Colombia                                                                | 3 – 0                                                                   | El Salvador                                                             | Amichevole                                                              | -                                                                       | 72’                                                                     |
| 14-10-2014                                                              | New Jersey                                                              | Canada                                                                  | 0 – 1                                                                   | Colombia                                                                | Amichevole                                                              | -                                                                       | 46’                                                                     |
| 18-11-2014                                                              | Lubiana                                                                 | Slovenia                                                                | 0 – 1                                                                   | Colombia                                                                | Amichevole                                                              | -                                                                       | 57’ 90+4’                                                               |
| Totale                                                                  |                                                                         | Presenze                                                                | 5                                                                       |                                                                         | Reti                                                                    | 0                                                                       |                                                                         |

## Palmarès

### Club
- Campionato argentino: 2

Arsenal de Sarandí: Clausura 2012
River Plate: Final 2014
- Supercopa Argentina: 1

Arsenal de Sarandí: 2012